# Gianluca Nijholt
Gianluca Nijholt (Utrecht, Países Bajos, 14 de febrero de 1990) es un futbolista neerlandés. Juega de centrocampista y su equipo actual es el NAC Breda de la Eredivisie. Es hijo del exjugador de fútbol Luc Nijholt.

## Clubes
| Club          | País         | Año       |
| ------------- | ------------ | --------- |
| FC Utrecht    | Países Bajos | 2007-2012 |
| Almere City   | Países Bajos | 2012      |
| FC Amkar Perm | Rusia        | 2012-2014 |
| VVV-Venlo     | Países Bajos | 2014-2016 |
| NAC Breda     | Países Bajos | 2016-     |